# كلو فريزر
كلوي فريزر هي إحدى الشخصيات في رواية انشارتد ظهرت بالجزء الثاني من اللعبة 2009 كلو هي شخصية قوية جدا وتهتم لمصالحها الشخصية فقط هي تعمل مع فريق من لصوص الاثار